# Soneacine, Mașivka
Soneacine (în ucraineană Сонячне) este un sat în comuna Starîțkivka din raionul Mașivka, regiunea Poltava, Ucraina.

## Demografie
Componența lingvistică a localității Soneacine
     Ucraineană (96,19%)
     Rusă (3,81%)
Conform recensământului din 2001, majoritatea populației localității Soneacine era vorbitoare de ucraineană (96,19%), existând în minoritate și vorbitori de rusă (3,81%).